# اومپس (ویرجینیای غربی)
اومپس (به انگلیسی: Omps) یک منطقهٔ مسکونی در ایالات متحده آمریکا است که در شهرستان مورگان، ویرجینیای غربی واقع شده‌است.